# Eschborn-Frankfurt 2023
L'Eschborn-Frankfurt 2023 fou la 60a edició de l'Eschborn-Frankfurt. Es disputà l'1 de maig de 2023 sobre un recorregut de 203,8 km. La cursa formava part de l'UCI World Tour 2023.
El vencedor final fou el danès Søren Kragh Andersen (Alpecin-Deceuninck), que s'imposà a l'esprint a Patrick Konrad (Bora-Hansgrohe) i Alessandro Fedeli (Q36.5 Pro Cycling Team), segon i tercer respectivament.

## Equips
Dinou equips van prendre part a la cursa: deu WorldTeams i nou UCI ProTeams.
| WorldTeams (10)- Alpecin-Deceuninck - Bahrain Victorious - Bora-Hansgrohe - Cofidis - EF Education-EasyPost - Intermarché-Circus-Wanty - Arkéa-Samsic - Team DSM - Team Jayco AlUla - UAE Team Emirates ProTeams (9)- Bingoal WB - Burgos-BH - Green Project-Bardiani CSF-Faizanè - Israel-Premier Tech - Lotto Dstny - Q36.5 Pro Cycling Team - Team Flanders-Baloise - TotalEnergies - Uno-X Pro Cycling Team |
| |

## Classificació final
| \| Classificació general \| Classificació general \| Classificació general \| Classificació general \| Classificació general \| \| Corredor \| Corredor \| Equip \| Temps \| \| \| --------------------- \| --------------------- \| ---------------------------------- \| --------------------- \| --------------------- \| \| 1r \| Søren Kragh Andersen \| Alpecin-Deceuninck \| 4h 51' 27" \| \| \| 2n \| Patrick Konrad \| Bora-Hansgrohe \| + 0" \| \| \| 3r \| Alessandro Fedeli \| Q36.5 Pro Cycling Team \| + 0" \| \| \| 4t \| Marc Hirschi \| UAE Team Emirates \| + 0" \| \| \| 5è \| Lorenzo Rota \| Intermarché-Circus-Wanty \| + 0" \| \| \| 6è \| Georg Steinhauser \| EF Education-EasyPost \| + 0" \| \| \| 7è \| Georg Zimmermann \| Intermarché-Circus-Wanty \| + 0" \| \| \| 8è \| Stephen Williams \| Israel-Premier Tech \| + 0" \| \| \| 9è \| Ben Hermans \| Israel-Premier Tech \| + 0" \| \| \| 10è \| Martin Marcellusi \| Green Project-Bardiani CSF-Faizanè \| + 3" \| \| |                      |                                    |            |
| |                      |                                    |            |
| Font: ProCyclingStats |                      |                                    |            |
| Classificació general |                      |                                    |            |
| Corredor | Corredor             | Equip                              | Temps      |
| 1r | Søren Kragh Andersen | Alpecin-Deceuninck                 | 4h 51' 27" |
| 2n | Patrick Konrad       | Bora-Hansgrohe                     | + 0"       |
| 3r | Alessandro Fedeli    | Q36.5 Pro Cycling Team             | + 0"       |
| 4t | Marc Hirschi         | UAE Team Emirates                  | + 0"       |
| 5è | Lorenzo Rota         | Intermarché-Circus-Wanty           | + 0"       |
| 6è | Georg Steinhauser    | EF Education-EasyPost              | + 0"       |
| 7è | Georg Zimmermann     | Intermarché-Circus-Wanty           | + 0"       |
| 8è | Stephen Williams     | Israel-Premier Tech                | + 0"       |
| 9è | Ben Hermans          | Israel-Premier Tech                | + 0"       |
| 10è | Martin Marcellusi    | Green Project-Bardiani CSF-Faizanè | + 3"       |

## Llista de participants
| Bora-Hansgrohe BOH | Bora-Hansgrohe BOH       | Bora-Hansgrohe BOH |
| ------------------ | ------------------------ | ------------------ |
| Núm                | Ciclista                 | Pos                |
| 1                  | Sam Bennett (IRL)        | 69è                |
| 2                  | Emanuel Buchmann (GER)   | DNF                |
| 3                  | Marco Haller (AUT)       | DNF                |
| 4                  | Patrick Konrad (AUT)     | 2n                 |
| 5                  | Anton Palzer (GER)       | 40è                |
| 6                  | Nils Politt (GER) (ruta) | 20è                |
| 7                  | Danny van Poppel (NED)   | 99è                |

| UAE Team Emirates UAD | UAE Team Emirates UAD     | UAE Team Emirates UAD |
| --------------------- | ------------------------- | --------------------- |
| Núm                   | Ciclista                  | Pos                   |
| 11                    | Pascal Ackermann (GER)    | 94è                   |
| 12                    | Ryan Gibbons (RSA)        | 38è                   |
| 13                    | Felix Groß (GER)          | DNF                   |
| 14                    | Marc Hirschi (SUI)        | 4t                    |
| 15                    | Álvaro Hodeg Chagui (COL) | DNF                   |
| 16                    | Matteo Trentin (ITA)      | DNF                   |

| Uno-X Pro Cycling Team UXT | Uno-X Pro Cycling Team UXT  | Uno-X Pro Cycling Team UXT |
| -------------------------- | --------------------------- | -------------------------- |
| Núm                        | Ciclista                    | Pos                        |
| 21                         | Alexander Kristoff (NOR)    | 12è                        |
| 22                         | Jonas Abrahamsen (NOR)      | DNF                        |
| 23                         | Louis Bendixen (DEN)        | 72è                        |
| 24                         | Niklas Larsen (DEN)         | 96è                        |
| 25                         | Erik Nordsæter Resell (NOR) | 62è                        |
| 26                         | Rasmus Tiller (NOR) (ruta)  | 55è                        |
| 27                         | Søren Wærenskjold (NOR)     | DNF                        |

| Bahrain Victorious TBV | Bahrain Victorious TBV       | Bahrain Victorious TBV |
| ---------------------- | ---------------------------- | ---------------------- |
| Núm                    | Ciclista                     | Pos                    |
| 31                     | Phil Bauhaus (GER)           | 87è                    |
| 32                     | Yukiya Arashiro (JPN) (ruta) | 67è                    |
| 33                     | Matevž Govekar (SLO)         | 26è                    |
| 34                     | Fran Miholjević (CRO)        | 84è                    |
| 35                     | Hermann Pernsteiner (AUT)    | DNF                    |
| 36                     | Edoardo Zambanini (ITA)      | 46è                    |
| 37                     | Chih Hao Tu                  | DNF                    |

| Alpecin-Deceuninck ADC | Alpecin-Deceuninck ADC     | Alpecin-Deceuninck ADC |
| ---------------------- | -------------------------- | ---------------------- |
| Núm                    | Ciclista                   | Pos                    |
| 41                     | Jasper Philipsen (BEL)     | DNF                    |
| 42                     | Dries De Bondt (BEL)       | 21è                    |
| 43                     | Silvan Dillier (SUI)       | 27è                    |
| 44                     | Søren Kragh Andersen (DEN) | 1r                     |
| 45                     | Jason Osborne (GER)        | 95è                    |
| 46                     | Edward Planckaert (BEL)    | DNF                    |
| 47                     | Gianni Vermeersch (BEL)    | DNF                    |

| Team DSM DSM | Team DSM DSM         | Team DSM DSM |
| ------------ | -------------------- | ------------ |
| Núm          | Ciclista             | Pos          |
| 51           | John Degenkolb (GER) | 18è          |
| 52           | Sean Flynn (GBR)     | DNF          |
| 53           | Leon Heinschke (GER) | 53è          |
| 54           | Niklas Märkl (GER)   | 93è          |
| 55           | Lorenzo Milesi (ITA) | 56è          |
| 56           | Tim Naberman (NED)   | DNF          |
| 57           | Florian Stork (GER)  | 73è          |

| Lotto Dstny LTD | Lotto Dstny LTD           | Lotto Dstny LTD |
| --------------- | ------------------------- | --------------- |
| Núm             | Ciclista                  | Pos             |
| 61              | Arnaud De Lie (BEL)       | 11è             |
| 62              | Cedric Beullens (BEL)     | 60è             |
| 63              | Jasper De Buyst (BEL)     | 54è             |
| 64              | Arjen Livyns (BEL)        | 58è             |
| 65              | Michael Schwarzmann (GER) | 97è             |
| 66              | Liam Slock (BEL)          | 59è             |

| Team Jayco AlUla JAY | Team Jayco AlUla JAY    | Team Jayco AlUla JAY |
| -------------------- | ----------------------- | -------------------- |
| Núm                  | Ciclista                | Pos                  |
| 71                   | Michael Matthews (AUS)  | 14è                  |
| 72                   | Felix Engelhardt (GER)  | 45è                  |
| 73                   | Michael Hepburn (AUS)   | 74è                  |
| 74                   | Lukas Pöstlberger (AUT) | 48è                  |
| 75                   | Blake Quick (AUS)       | DNF                  |
| 76                   | Callum Scotson (AUS)    | 50è                  |
| 77                   | Campbell Stewart (NZL)  | 75è                  |

| Cofidis COF | Cofidis COF                    | Cofidis COF |
| ----------- | ------------------------------ | ----------- |
| Núm         | Ciclista                       | Pos         |
| 81          | Max Walscheid (GER)            | 86è         |
| 82          | Davide Cimolai (ITA)           | 57è         |
| 83          | Simone Consonni (ITA)          | 19è         |
| 84          | Jonathan Lastra Martínez (ESP) | 43è         |
| 85          | Christophe Noppe (BEL)         | DNF         |
| 86          | Alexis Renard (FRA)            | 88è         |
| 87          | Harrison Wood (GBR)            | 76è         |

| Israel-Premier Tech IPT | Israel-Premier Tech IPT     | Israel-Premier Tech IPT |
| ----------------------- | --------------------------- | ----------------------- |
| Núm                     | Ciclista                    | Pos                     |
| 91                      | Ben Hermans (BEL)           | 9è                      |
| 92                      | Itamar Einhorn (ISR) (ruta) | DNF                     |
| 93                      | Omer Goldstein (ISR)        | DNF                     |
| 94                      | Taj Jones (AUS)             | 64è                     |
| 95                      | Jens Reynders (BEL)         | 79è                     |
| 96                      | Corbin Strong (NZL)         | 68è                     |
| 97                      | Stephen Williams (GBR)      | 8è                      |

| TotalEnergies TEN | TotalEnergies TEN          | TotalEnergies TEN |
| ----------------- | -------------------------- | ----------------- |
| Núm               | Ciclista                   | Pos               |
| 101               | Edvald Boasson Hagen (NOR) | 30è               |
| 102               | Maciej Bodnar (POL)        | DNF               |
| 103               | Mathieu Burgaudeau (FRA)   | 51è               |
| 104               | Émilien Jeannière (FRA)    | 89è               |
| 105               | Lorrenzo Manzin (FRA)      | 66è               |
| 106               | Dries Van Gestel (BEL)     | 16è               |

| EF Education-EasyPost EFE | EF Education-EasyPost EFE  | EF Education-EasyPost EFE |
| ------------------------- | -------------------------- | ------------------------- |
| Núm                       | Ciclista                   | Pos                       |
| 111                       | Marijn van den Berg (NED)  | 82è                       |
| 112                       | Merhawi Kudus (ERI) (ruta) | 28è                       |
| 113                       | Jens Keukeleire (BEL)      | DNF                       |
| 114                       | Mark Padun (UKR)           | NP                        |
| 115                       | Jonas Rutsch (GER)         | 39è                       |
| 116                       | Thomas Scully (NZL)        | 98è                       |
| 117                       | Georg Steinhauser (GER)    | 6è                        |

| Arkéa-Samsic ARK | Arkéa-Samsic ARK      | Arkéa-Samsic ARK |
| ---------------- | --------------------- | ---------------- |
| Núm              | Ciclista              | Pos              |
| 121              | Nacer Bouhanni (FRA)  | DNF              |
| 122              | Jenthe Biermans (BEL) | 13è              |
| 123              | Hugo Hofstetter (FRA) | DNF              |
| 124              | Matis Louvel (FRA)    | 34è              |
| 125              | Laurent Pichon (FRA)  | 44è              |
| 126              | Alan Riou (FRA)       | DNF              |
| 127              | Clément Russo (FRA)   | 23è              |

| Intermarché-Circus-Wanty ICW | Intermarché-Circus-Wanty ICW | Intermarché-Circus-Wanty ICW |
| ---------------------------- | ---------------------------- | ---------------------------- |
| Núm                          | Ciclista                     | Pos                          |
| 131                          | Sven Erik Bystrøm (NOR)      | 15è                          |
| 132                          | Julius Johansen (DEN)        | 85è                          |
| 133                          | Arne Marit (BEL)             | DNF                          |
| 134                          | Adrien Petit (FRA)           | 90è                          |
| 135                          | Laurenz Rex (BEL)            | 81è                          |
| 136                          | Lorenzo Rota (ITA)           | 5è                           |
| 137                          | Georg Zimmermann (GER)       | 7è                           |

| Bingoal WB BWB | Bingoal WB BWB                 | Bingoal WB BWB |
| -------------- | ------------------------------ | -------------- |
| Núm            | Ciclista                       | Pos            |
| 141            | Floris De Tier (BEL)           | 52è            |
| 142            | Ceriel Desal (BEL)             | 80è            |
| 143            | Alexis Guérin (FRA)            | 35è            |
| 144            | Julian Mertens (BEL)           | DNF            |
| 145            | Rémy Mertz (BEL)               | 24è            |
| 146            | Ludovic Robeet (BEL)           | 92è            |
| 147            | Guillaume Van Keirsbulck (BEL) | DNF            |

| Q36.5 Pro Cycling Team Q36 | Q36.5 Pro Cycling Team Q36 | Q36.5 Pro Cycling Team Q36 |
| -------------------------- | -------------------------- | -------------------------- |
| Núm                        | Ciclista                   | Pos                        |
| 151                        | Alessandro Fedeli (ITA)    | 3r                         |
| 152                        | Matteo Badilatti (SUI)     | 42è                        |
| 153                        | Walter Calzoni (ITA)       | 37è                        |
| 154                        | Mark Donovan (GBR)         | 33è                        |
| 155                        | Cyrus Monk (AUS)           | 91è                        |
| 156                        | Matteo Moschetti (ITA)     | DNF                        |
| 157                        | Joey Rosskopf (USA)        | 31è                        |

| Green Project-Bardiani CSF-Faizanè BCF | Green Project-Bardiani CSF-Faizanè BCF | Green Project-Bardiani CSF-Faizanè BCF |
| -------------------------------------- | -------------------------------------- | -------------------------------------- |
| Núm                                    | Ciclista                               | Pos                                    |
| 161                                    | Filippo Fiorelli (ITA)                 | 17è                                    |
| 162                                    | Luca Colnaghi (ITA)                    | 22è                                    |
| 163                                    | Davide Gabburo (ITA)                   | 29è                                    |
| 164                                    | Filippo Magli (ITA)                    | 47è                                    |
| 165                                    | Martin Marcellusi (ITA)                | 10è                                    |
| 166                                    | Henok Mulubrhan (ERI)                  | 36è                                    |
| 167                                    | Samuele Zoccarato (ITA)                | 49è                                    |

| Team Flanders-Baloise TFB | Team Flanders-Baloise TFB | Team Flanders-Baloise TFB |
| ------------------------- | ------------------------- | ------------------------- |
| Núm                       | Ciclista                  | Pos                       |
| 171                       | Vincent Van Hemelen (BEL) | 83è                       |
| 172                       | Ruben Apers (BEL)         | 63è                       |
| 173                       | Vito Braet (BEL)          | 70è                       |
| 174                       | Toon Clynhens (BEL)       | 65è                       |
| 175                       | Milan Fretin (BEL)        | DNF                       |
| 176                       | Jules Hesters (BEL)       | DNF                       |
| 177                       | Elias Maris (BEL)         | 61è                       |

| Burgos-BH BBH | Burgos-BH BBH            | Burgos-BH BBH |
| ------------- | ------------------------ | ------------- |
| Núm           | Ciclista                 | Pos           |
| 181           | Cyril Barthe (FRA)       | 78è           |
| 182           | Clément Alleno (FRA)     | 25è           |
| 183           | Jetse Bol (NED)          | 32è           |
| 184           | Jesús Ezquerra (ESP)     | 71è           |
| 185           | Eric Fagúndez (URU)      | 41è           |
| 186           | Ángel Fuentes (ESP)      | 77è           |
| 187           | Felipe Orts Lloret (ESP) | DNF           |

| Bora-Hansgrohe BOH | Bora-Hansgrohe BOH       | Bora-Hansgrohe BOH |
| ------------------ | ------------------------ | ------------------ |
| Núm                | Ciclista                 | Pos                |
| 1                  | Sam Bennett (IRL)        | 69è                |
| 2                  | Emanuel Buchmann (GER)   | DNF                |
| 3                  | Marco Haller (AUT)       | DNF                |
| 4                  | Patrick Konrad (AUT)     | 2n                 |
| 5                  | Anton Palzer (GER)       | 40è                |
| 6                  | Nils Politt (GER) (ruta) | 20è                |
| 7                  | Danny van Poppel (NED)   | 99è                |

| UAE Team Emirates UAD | UAE Team Emirates UAD     | UAE Team Emirates UAD |
| --------------------- | ------------------------- | --------------------- |
| Núm                   | Ciclista                  | Pos                   |
| 11                    | Pascal Ackermann (GER)    | 94è                   |
| 12                    | Ryan Gibbons (RSA)        | 38è                   |
| 13                    | Felix Groß (GER)          | DNF                   |
| 14                    | Marc Hirschi (SUI)        | 4t                    |
| 15                    | Álvaro Hodeg Chagui (COL) | DNF                   |
| 16                    | Matteo Trentin (ITA)      | DNF                   |

| Uno-X Pro Cycling Team UXT | Uno-X Pro Cycling Team UXT  | Uno-X Pro Cycling Team UXT |
| -------------------------- | --------------------------- | -------------------------- |
| Núm                        | Ciclista                    | Pos                        |
| 21                         | Alexander Kristoff (NOR)    | 12è                        |
| 22                         | Jonas Abrahamsen (NOR)      | DNF                        |
| 23                         | Louis Bendixen (DEN)        | 72è                        |
| 24                         | Niklas Larsen (DEN)         | 96è                        |
| 25                         | Erik Nordsæter Resell (NOR) | 62è                        |
| 26                         | Rasmus Tiller (NOR) (ruta)  | 55è                        |
| 27                         | Søren Wærenskjold (NOR)     | DNF                        |

| Bahrain Victorious TBV | Bahrain Victorious TBV       | Bahrain Victorious TBV |
| ---------------------- | ---------------------------- | ---------------------- |
| Núm                    | Ciclista                     | Pos                    |
| 31                     | Phil Bauhaus (GER)           | 87è                    |
| 32                     | Yukiya Arashiro (JPN) (ruta) | 67è                    |
| 33                     | Matevž Govekar (SLO)         | 26è                    |
| 34                     | Fran Miholjević (CRO)        | 84è                    |
| 35                     | Hermann Pernsteiner (AUT)    | DNF                    |
| 36                     | Edoardo Zambanini (ITA)      | 46è                    |
| 37                     | Chih Hao Tu                  | DNF                    |

| Alpecin-Deceuninck ADC | Alpecin-Deceuninck ADC     | Alpecin-Deceuninck ADC |
| ---------------------- | -------------------------- | ---------------------- |
| Núm                    | Ciclista                   | Pos                    |
| 41                     | Jasper Philipsen (BEL)     | DNF                    |
| 42                     | Dries De Bondt (BEL)       | 21è                    |
| 43                     | Silvan Dillier (SUI)       | 27è                    |
| 44                     | Søren Kragh Andersen (DEN) | 1r                     |
| 45                     | Jason Osborne (GER)        | 95è                    |
| 46                     | Edward Planckaert (BEL)    | DNF                    |
| 47                     | Gianni Vermeersch (BEL)    | DNF                    |

| Team DSM DSM | Team DSM DSM         | Team DSM DSM |
| ------------ | -------------------- | ------------ |
| Núm          | Ciclista             | Pos          |
| 51           | John Degenkolb (GER) | 18è          |
| 52           | Sean Flynn (GBR)     | DNF          |
| 53           | Leon Heinschke (GER) | 53è          |
| 54           | Niklas Märkl (GER)   | 93è          |
| 55           | Lorenzo Milesi (ITA) | 56è          |
| 56           | Tim Naberman (NED)   | DNF          |
| 57           | Florian Stork (GER)  | 73è          |

| Lotto Dstny LTD | Lotto Dstny LTD           | Lotto Dstny LTD |
| --------------- | ------------------------- | --------------- |
| Núm             | Ciclista                  | Pos             |
| 61              | Arnaud De Lie (BEL)       | 11è             |
| 62              | Cedric Beullens (BEL)     | 60è             |
| 63              | Jasper De Buyst (BEL)     | 54è             |
| 64              | Arjen Livyns (BEL)        | 58è             |
| 65              | Michael Schwarzmann (GER) | 97è             |
| 66              | Liam Slock (BEL)          | 59è             |

| Team Jayco AlUla JAY | Team Jayco AlUla JAY    | Team Jayco AlUla JAY |
| -------------------- | ----------------------- | -------------------- |
| Núm                  | Ciclista                | Pos                  |
| 71                   | Michael Matthews (AUS)  | 14è                  |
| 72                   | Felix Engelhardt (GER)  | 45è                  |
| 73                   | Michael Hepburn (AUS)   | 74è                  |
| 74                   | Lukas Pöstlberger (AUT) | 48è                  |
| 75                   | Blake Quick (AUS)       | DNF                  |
| 76                   | Callum Scotson (AUS)    | 50è                  |
| 77                   | Campbell Stewart (NZL)  | 75è                  |

| Cofidis COF | Cofidis COF                    | Cofidis COF |
| ----------- | ------------------------------ | ----------- |
| Núm         | Ciclista                       | Pos         |
| 81          | Max Walscheid (GER)            | 86è         |
| 82          | Davide Cimolai (ITA)           | 57è         |
| 83          | Simone Consonni (ITA)          | 19è         |
| 84          | Jonathan Lastra Martínez (ESP) | 43è         |
| 85          | Christophe Noppe (BEL)         | DNF         |
| 86          | Alexis Renard (FRA)            | 88è         |
| 87          | Harrison Wood (GBR)            | 76è         |

| Israel-Premier Tech IPT | Israel-Premier Tech IPT     | Israel-Premier Tech IPT |
| ----------------------- | --------------------------- | ----------------------- |
| Núm                     | Ciclista                    | Pos                     |
| 91                      | Ben Hermans (BEL)           | 9è                      |
| 92                      | Itamar Einhorn (ISR) (ruta) | DNF                     |
| 93                      | Omer Goldstein (ISR)        | DNF                     |
| 94                      | Taj Jones (AUS)             | 64è                     |
| 95                      | Jens Reynders (BEL)         | 79è                     |
| 96                      | Corbin Strong (NZL)         | 68è                     |
| 97                      | Stephen Williams (GBR)      | 8è                      |

| TotalEnergies TEN | TotalEnergies TEN          | TotalEnergies TEN |
| ----------------- | -------------------------- | ----------------- |
| Núm               | Ciclista                   | Pos               |
| 101               | Edvald Boasson Hagen (NOR) | 30è               |
| 102               | Maciej Bodnar (POL)        | DNF               |
| 103               | Mathieu Burgaudeau (FRA)   | 51è               |
| 104               | Émilien Jeannière (FRA)    | 89è               |
| 105               | Lorrenzo Manzin (FRA)      | 66è               |
| 106               | Dries Van Gestel (BEL)     | 16è               |

| EF Education-EasyPost EFE | EF Education-EasyPost EFE  | EF Education-EasyPost EFE |
| ------------------------- | -------------------------- | ------------------------- |
| Núm                       | Ciclista                   | Pos                       |
| 111                       | Marijn van den Berg (NED)  | 82è                       |
| 112                       | Merhawi Kudus (ERI) (ruta) | 28è                       |
| 113                       | Jens Keukeleire (BEL)      | DNF                       |
| 114                       | Mark Padun (UKR)           | NP                        |
| 115                       | Jonas Rutsch (GER)         | 39è                       |
| 116                       | Thomas Scully (NZL)        | 98è                       |
| 117                       | Georg Steinhauser (GER)    | 6è                        |

| Arkéa-Samsic ARK | Arkéa-Samsic ARK      | Arkéa-Samsic ARK |
| ---------------- | --------------------- | ---------------- |
| Núm              | Ciclista              | Pos              |
| 121              | Nacer Bouhanni (FRA)  | DNF              |
| 122              | Jenthe Biermans (BEL) | 13è              |
| 123              | Hugo Hofstetter (FRA) | DNF              |
| 124              | Matis Louvel (FRA)    | 34è              |
| 125              | Laurent Pichon (FRA)  | 44è              |
| 126              | Alan Riou (FRA)       | DNF              |
| 127              | Clément Russo (FRA)   | 23è              |

| Intermarché-Circus-Wanty ICW | Intermarché-Circus-Wanty ICW | Intermarché-Circus-Wanty ICW |
| ---------------------------- | ---------------------------- | ---------------------------- |
| Núm                          | Ciclista                     | Pos                          |
| 131                          | Sven Erik Bystrøm (NOR)      | 15è                          |
| 132                          | Julius Johansen (DEN)        | 85è                          |
| 133                          | Arne Marit (BEL)             | DNF                          |
| 134                          | Adrien Petit (FRA)           | 90è                          |
| 135                          | Laurenz Rex (BEL)            | 81è                          |
| 136                          | Lorenzo Rota (ITA)           | 5è                           |
| 137                          | Georg Zimmermann (GER)       | 7è                           |

| Bingoal WB BWB | Bingoal WB BWB                 | Bingoal WB BWB |
| -------------- | ------------------------------ | -------------- |
| Núm            | Ciclista                       | Pos            |
| 141            | Floris De Tier (BEL)           | 52è            |
| 142            | Ceriel Desal (BEL)             | 80è            |
| 143            | Alexis Guérin (FRA)            | 35è            |
| 144            | Julian Mertens (BEL)           | DNF            |
| 145            | Rémy Mertz (BEL)               | 24è            |
| 146            | Ludovic Robeet (BEL)           | 92è            |
| 147            | Guillaume Van Keirsbulck (BEL) | DNF            |

| Q36.5 Pro Cycling Team Q36 | Q36.5 Pro Cycling Team Q36 | Q36.5 Pro Cycling Team Q36 |
| -------------------------- | -------------------------- | -------------------------- |
| Núm                        | Ciclista                   | Pos                        |
| 151                        | Alessandro Fedeli (ITA)    | 3r                         |
| 152                        | Matteo Badilatti (SUI)     | 42è                        |
| 153                        | Walter Calzoni (ITA)       | 37è                        |
| 154                        | Mark Donovan (GBR)         | 33è                        |
| 155                        | Cyrus Monk (AUS)           | 91è                        |
| 156                        | Matteo Moschetti (ITA)     | DNF                        |
| 157                        | Joey Rosskopf (USA)        | 31è                        |

| Green Project-Bardiani CSF-Faizanè BCF | Green Project-Bardiani CSF-Faizanè BCF | Green Project-Bardiani CSF-Faizanè BCF |
| -------------------------------------- | -------------------------------------- | -------------------------------------- |
| Núm                                    | Ciclista                               | Pos                                    |
| 161                                    | Filippo Fiorelli (ITA)                 | 17è                                    |
| 162                                    | Luca Colnaghi (ITA)                    | 22è                                    |
| 163                                    | Davide Gabburo (ITA)                   | 29è                                    |
| 164                                    | Filippo Magli (ITA)                    | 47è                                    |
| 165                                    | Martin Marcellusi (ITA)                | 10è                                    |
| 166                                    | Henok Mulubrhan (ERI)                  | 36è                                    |
| 167                                    | Samuele Zoccarato (ITA)                | 49è                                    |

| Team Flanders-Baloise TFB | Team Flanders-Baloise TFB | Team Flanders-Baloise TFB |
| ------------------------- | ------------------------- | ------------------------- |
| Núm                       | Ciclista                  | Pos                       |
| 171                       | Vincent Van Hemelen (BEL) | 83è                       |
| 172                       | Ruben Apers (BEL)         | 63è                       |
| 173                       | Vito Braet (BEL)          | 70è                       |
| 174                       | Toon Clynhens (BEL)       | 65è                       |
| 175                       | Milan Fretin (BEL)        | DNF                       |
| 176                       | Jules Hesters (BEL)       | DNF                       |
| 177                       | Elias Maris (BEL)         | 61è                       |

| Burgos-BH BBH | Burgos-BH BBH            | Burgos-BH BBH |
| ------------- | ------------------------ | ------------- |
| Núm           | Ciclista                 | Pos           |
| 181           | Cyril Barthe (FRA)       | 78è           |
| 182           | Clément Alleno (FRA)     | 25è           |
| 183           | Jetse Bol (NED)          | 32è           |
| 184           | Jesús Ezquerra (ESP)     | 71è           |
| 185           | Eric Fagúndez (URU)      | 41è           |
| 186           | Ángel Fuentes (ESP)      | 77è           |
| 187           | Felipe Orts Lloret (ESP) | DNF           |